# Моу лэй тхау
Моу лэй тхау (англ. Mo lei tau, кит. упр. 无厘头, буквально: «бессмысленный») — разновидность фарсового юмора, ассоциирующаяся с популярной культурой Гонконга и получившая развитие в конце 20-го века. Типичными составляющими этого юмора являются бессмысленные пародии, неожиданные диалоги или действия, а также невероятные и намеренные анахронизмы. Фильмы этого жанра также известны своей сложной игрой с использованием сленга и игры слов, что делает этот жанр уникальным и присущим популярной культуре Гонконга. Несмотря на свою причудливую природу, эти фильмы часто затрагивают социальные проблемы, тонко вплетённые в их повествование.

## История
Моу лэй тхау начал сформировываться в качестве стиля в 1970-е годы, достигнув своего расцвета в начале 1990-х годов и ставший самобытным явлением в культуре Гонконга.

## 1970—1980-е годы
Одними из первых моу лэй тхау в кинематографе стали использовать братья Хёй (Майкл, Сэм и Рики), активно снимавшиеся в конце 1970-х и начале 1980-х годов. В 1972 году вышла комедия «Дом на 72 жильца», которая стала ярким примером использования элементов моу лэй тхау. Картина в своё время побила рекорды кассовых сборов в Гонконге ($725 158). В 1974 году выходит комедия «Игры игроков» с Майклом и Сэмюэлем в главных ролях. Фильм стал классикой гонконгского кинематографа, и на волне успеха Хёй в дальнейшем сняли ещё около двух десятков комедий в подобном жанре. В 1976 выходит «Частные детективы», где уже были задействованы все три брата. Фильм собрал в прокате Гонконга 8 531 700 гонконгских долларов и стал самым кассовым фильмом года.
Ещё одним ярким примером использования моу лэй тхау в кинематографе тех времён является «Отряд с фантастической миссией» (1982) с Джеки Чаном и Бриджит Линь в главных ролях.

## 1990-е годы

Шарла Чён, Стивен Чоу и Сандра Ын
«Победитель получает всё» (1990)

Особую популярность моу лэй тхау приобретает с выходом в 1990 году кинокартины «Победитель получает всё», в которой главные роли сыграли Стивен Чоу, Ын Мантат, Шарла Чён и Сандра Ын. Сюжет фильма заключается в том, что Чо Чунсин (Стивен Чоу) обладает сверхспособностями и становится успешным игроком в азартные игры. В фильме игнорируются условности повествования, преобладают юмористические подшучивания, нелогичные заключения и отсылки к вышедшему годом ранее «Богу игроков». «Победитель получает всё» собрал кассу в почти 41 500 000 гонконгских долларов, благодаря чему занял первое место по кассовым сборам среди фильмов гонконгского производства за тот год, а Стивен Чоу и Ын Мантат получили номинации в категориях «Лучшая мужская роль» и «Лучшая мужская роль второго плана» на 10-й Гонконгской кинопремии. Следом за картиной выходит целая серия фильмов продолжений и пародий: «Бог азартных игроков 2», «Бог игроков III: Назад в Шанхай», «Святой азартных игроков», «Моя жена маэстро азартных игр».
В 1990-е годы дуэт Стивен Чоу и Ын Мантат снимается в целом ряде совместных проектов, которые бьют рекорды кассовых сборов в Гонконге: «Сопротивление в школе», «Хитрый мозг», «Королевский бродяга», «Король нищих».

## 2000-е годы
В начале XXI века кинопроизводство в Гонконге значительно снизилось из-за последствий, вызванных Азиатским финансовым кризисом. В том числе это ударило и по фильмам с элементами моу лэй тхау, их количество значительно сократилось. Немаловажную роль сыграла и передача Гонконга КНР в 1997 году, что внесло дополнительные проблемы, связанные в том числе и с цензурой. Но несмотря на это, в начала 2000-х выходят «Убойный футбол», «Китайская одиссея 2002» и «Разборки в стиле кунг-фу». При этом последний стал самым кассовым фильмом в истории Гонконга, и самым кассовым иностранным фильмом в США в 2005 году. Влияние моу лэй тхау со времён своего расцвета в 1990-е годы пошло на убыль, но его воздействие на развитие комедийного кинематографа остаётся неоспоримым.

## Избранные фильмы
- «Дом на 72 жильца»[англ.] (1972)
- «Игры игроков» (1974)
- «Частные детективы» (1976)
- «Магические бойцы» (1982)
- «Отряд с фантастической миссией» (1982)
- «Шанхайский блюз» (1984)
- «Пьяный Утан»[англ.] (1984)
- «Победитель получает всё» (1990)
- «Сопротивление в школе» (1991)
- «Хитрый мозг» (1991)
- «Королевский бродяга» (1992)
- «Король нищих» (1992)
- «Герои, стреляющие по орлам» (1993)
- «Флиртующий учёный» (1993)
- «Безумный монах» (1993)
- «Из Китая с любовью» (1994)
- «Из темноты» (1995)
- «Китайская одиссея: Ящик Пандоры» (1995)
- «Китайская одиссея — 2: Золушка» (1995)
- «Полицейский из Запретного города» (1996)
- «Король комедии» (1999)
- «Убойный футбол» (2001)
- «Китайская одиссея 2002» (2002)
- «Разборки в стиле кунг-фу» (2004)
- «Мощный удар»[англ.] (2015)
- «Никогда не сдавайся»[англ.] (2017)